# William W. Woodworth
William W. Woodworth (* 16. März 1807 in New London, Connecticut; † 13. Februar 1873 in Yonkers, New York) war ein US-amerikanischer Jurist und Politiker. Zwischen 1845 und 1847 vertrat er den Bundesstaat New York im US-Repräsentantenhaus.

## Werdegang
William W. Woodworth wurde ungefähr fünf Jahre vor dem Ausbruch des Britisch-Amerikanischen Krieges in New London geboren. Er erhielt eine bescheidene Schulbildung. 1834 zog er nach Hyde Park im Dutchess County. Er war dort in den Jahren 1838, 1841, 1843 und 1849 Town Supervisor. 1838 ernannte man ihn zum Richter in Dutchess County und 1843 erneut. Politisch gehörte er der Demokratischen Partei an.
Im Jahr 1842 kandidierte er erfolglos für einen Sitz im 28. Kongress. Er wurde erst bei den Kongresswahlen des Jahres 1844 im achten Wahlbezirk von New York in das US-Repräsentantenhaus in Washington, D.C. gewählt, wo er am 4. März 1845 die Nachfolge von Richard D. Davis antrat. 1846 erlitt er bei seiner Wiederwahlkandidatur eine Niederlage und schied nach dem 3. März 1847 aus dem Kongress aus.
Nach seiner Kongresszeit hielt er Beteiligungen in Cuba und gründete die Aktiengesellschaft Hudson River State Co. in Clinton. Am 1. Dezember 1849 zog er nach Yonkers, wo er Immobilien- und Bankgeschäften nachging. Als Gutsverwalter seines Vaters führte er dessen Patenrechtsstreit sowie seine Lobby-Arbeit fort. Mit den Patentrechten erwirtschaftete er bis zu deren Ablauf im Jahr 1856 jährlich 15 Millionen Dollar an Lizenzgebühren. Als Bauunternehmer war er für den Bau eines Abschnitts der Hudson River Railroad verantwortlich. Auf Grundlage einer Landspekulation erwarb er 1852 mit seinen Geschäftspartnern Henry Atherton, Samuel Babcock und Charles Foster Land nördlich von New York City, welches in der unmittelbaren Nähe der Strecke lag. Es waren 100 Acre (0,40 km²) an der Independence Avenue, wo Woodworth eine Villa im italienischen Stil erbauen würde. Seine Partner und er legten Pläne für Villen und Landstraßen an und nannten ihr Bauprojekt Riverdale. Die anfänglichen Investitionen in ihr eigenes Grundstück führten zum Bau von Häuser durch andere, einschließlich der Villen, die als „The Park-Riverdale“ bekannt wurden, sowie der Bau der Stonehurst Mansion für die Colgates. Zu den Bewohnern zählten Persönlichkeiten, wie Henry F. Spaulding, William Appleton, William Duke, Laura Harriman, Percy R. Pyne und Moses Taylor Pyne. Woodworth wurde in den Jahren 1857 und 1858 zum Präsidenten von Yonkers gewählt und 1870 zum Receiver of Taxes. Am 13. Februar 1873 verstarb er in Yonkers und wurde dann auf dem Oakland Cemetery beigesetzt.